# Joyce King
Joyce A. King (née le 1er septembre 1920 à Sydney - morte le 10 juin 2001) est une athlète australienne.
En 1948, elle a remporté le titre national sur 100 et 200 yards. Plus tard dans l'année, aux Jeux olympiques à Londres, elle remportait l'argent en relais 4 × 100 m avec Shirley Strickland, June Maston et Elizabeth McKinnon.

## Palmarès

### Jeux olympiques d'été
- Jeux olympiques d'été de 1948 à Londres ( Royaume-Uni)
  -  Médaille d'argent en relais 4 × 100 m

## Sources
- (en) Cet article est partiellement ou en totalité issu de l’article de Wikipédia en anglais intitulé « Joyce King » (voir la liste des auteurs).
- (en) Profil olympique de Joyce King sur sports-reference.com (archivé)